# Sadeness (Part I)
Sadeness (Part I) è un singolo del gruppo musicale tedesco Enigma, pubblicato nel 1990 come estratto dall'album MCMXC a.D..

## Descrizione
Il brano è stato composto utilizzando prominentemente un canto gregoriano dal titolo Procedamus in pace!, registrato per l'album pasquale Paschale Mysterium del 1976 dal coro tedesco Capella Antiqua München condotto da Konrad Ruhland. Il coro, in seguito al successo del singolo, denunciò Michael Cretu per l'utilizzo dei campionamenti vocali senza permesso, raggiungendo poi un accordo con il produttore dietro compensazione.
La voce femminile che sussurra nel brano appartiene alla cantante Sandra, all'epoca moglie di Cretu, mentre il testo riflette sul Marchese de Sade e sui suoi desideri sessuali (da qui il titolo Sadeness, un opposto alla parola inglese sadness).

## Tracce
1. Sadeness Part I (Radio Edit) – 4:16
2. Sadeness Part I (Extended Trance Mix) – 5:04
3. Sadeness Part I (Meditation Mix) – 3:01
4. Sadeness Part I (Violent US Remix) – 5:03

## Classifiche
Il singolo rimase in prima posizione per 11 settimane in Germania, 10 in Svizzera, 7 in Austria, 5 in Italia e Francia, 3 in Norvegia e 2 in Svezia.
| Classifica (1990-91) | Posizione raggiunta |
| -------------------- | ------------------- |
| Germania             | 1                   |
| Svizzera             | 1                   |
| Austria              | 1                   |
| Francia              | 1                   |
| Paesi Bassi          | 1                   |
| Svezia               | 1                   |
| Norvegia             | 1                   |
| Italia               | 1                   |
| Regno Unito          | 1                   |
| Stati Uniti          | 5                   |
| Australia            | 2                   |
| Nuova Zelanda        | 2                   |

## Altri utilizzi
- Il singolo è presente nella colonna sonora del film italiano Gomorra.[13]
- Il singolo è presente nella serie statunitense Monster e nel film Tropic Thunder.